# Euler-Theorem
Das Euler-Theorem (manchmal auch Eulersche Identität oder Satz von Euler über homogene Funktionen) ist ein Satz aus der Analysis, der den Zusammenhang einer (total) differenzierbaren und (positiv) homogenen Funktion mit ihren partiellen Ableitungen beschreibt. Das Theorem findet vielfach Anwendung in der Volkswirtschaftslehre, insbesondere in der Mikroökonomie. Dort ist es auch unter den Namen Wicksteed-Euler-Theorem oder Ausschöpfungstheorem bekannt.

## Geschichte
Der Satz ist nach Leonhard Euler (1707–1783) benannt. Das Euler-Theorem wurde in die Wirtschaftswissenschaften durch den Ökonomen Philip Wicksteed integriert. Er benutzte Eulers Theorem in seinem 1894 veröffentlichten Buch The Co-ordination of the Laws of Distribution.

## Aussage
Sei die Funktion {\displaystyle f\colon \mathbb {R} ^{k}\to \mathbb {C} } (total) differenzierbar und (positiv) homogen vom Grad {\displaystyle \lambda \in \mathbb {R} }. Letzteres bedeutet {\displaystyle f(tx)=t^{\lambda }f(x)} für alle {\displaystyle t\in \mathbb {R} _{>0}} und {\displaystyle x\in \mathbb {R} ^{k}}. Dann gilt für alle {\displaystyle x\in \mathbb {R} ^{k}}:
{\displaystyle \lambda \cdot f(x)=\sum _{i=1}^{k}{\frac {\partial f}{\partial x_{i}}}(x)\cdot x_{i}={\frac {\partial f}{\partial x_{1}}}(x)\cdot x_{1}+\ldots +{\frac {\partial f}{\partial x_{k}}}(x)\cdot x_{k}}

## Herleitung
Betrachte die Funktion {\displaystyle \mathbb {R} _{>0}\to \mathbb {C} ,\;t\mapsto f(tx)}. Aus der mehrdimensionalen Kettenregel folgt
{\displaystyle \sum _{i=1}^{k}{\frac {\partial f}{\partial x_{i}}}(x)\cdot x_{i}={\frac {\mathrm {d} f(tx)}{\mathrm {d} t}}{\bigg \vert }_{t=1}={\frac {\mathrm {d} t^{\lambda }f(x)}{\mathrm {d} t}}{\bigg \vert }_{t=1}=\lambda t^{\lambda -1}f(x){\bigg \vert }_{t=1}=\lambda f(x)},
wobei die zweite Gleichheit aus der vorausgesetzten Homogenität von {\displaystyle f} folgt.

## Anwendung in der Volkswirtschaftslehre
Sei {\displaystyle f\colon \mathbb {R} _{\geq 0}^{k}\to \mathbb {R} } die (total) differenzierbare Produktionsfunktion mit konstanten Skalenerträgen einer Firma. Mathematisch bedeutet dies, dass {\displaystyle f} (positiv) homogen vom Grad 1 ist. Dann folgt aus Eulers Theorem:
{\displaystyle f(x)=\sum _{i=1}^{k}{\frac {\partial f}{\partial x_{i}}}(x)\cdot x_{i}={\frac {\partial f}{\partial x_{1}}}(x)\cdot x_{1}+\dotsb +{\frac {\partial f}{\partial x_{k}}}(x)\cdot x_{k}}
Unter der Annahme des perfekten Wettbewerbs auf allen Faktormärkten wird jeder Produktionsfaktor {\displaystyle x_{1},\dotsc ,x_{k}} im Marktgleichgewicht {\displaystyle x^{*}\in \mathbb {R} _{\geq 0}^{k}} gemäß seinem Grenzertrag entlohnt. Das bedeutet für alle {\displaystyle i=1,\dotsc ,k}, dass die Faktorentlohnung des {\displaystyle i}-ten Produktionsfaktors {\displaystyle {\frac {\partial f}{\partial x_{i}^{*}}}(x^{*})} entspricht. Dies impliziert, dass die betrachtete Firma im Marktgleichgewicht {\displaystyle x^{*}} keinen Gewinn erwirtschaften kann, da die komplette Produktion {\displaystyle f(x^{*})} für die Entlohnung der Produktionsfaktoren, {\displaystyle \sum _{i=1}^{k}{\frac {\partial f}{\partial x_{i}}}(x^{*})\cdot x_{i}^{*}}, aufgewendet wird.
Ein konkretes Beispiel: Gegeben sei die Cobb-Douglas-Produktionsfunktion {\displaystyle f\colon \mathbb {R_{\geq 0}^{2}} \to \mathbb {R} ,\;(K,L)\mapsto {\sqrt {KL}}}, wobei {\displaystyle K} und {\displaystyle L} hier die Faktoren Kapital bzw. Arbeit darstellen. {\displaystyle f} ist offensichtlich differenzierbar und homogen vom Grad 1, da {\displaystyle f(\alpha K,\alpha L)=\alpha f(K,L)} für alle {\displaystyle \alpha \in \mathbb {R} _{>0}} gilt. Laut Eulers Theorem folgt:
{\displaystyle K{\frac {\partial f}{\partial K}}(K,L)+L{\frac {\partial f}{\partial L}}(K,L)=K\cdot {\frac {1}{2}}{\frac {\sqrt {L}}{\sqrt {K}}}+L\cdot {\frac {1}{2}}{\frac {\sqrt {K}}{\sqrt {L}}}={\sqrt {KL}}=f(K,L)}